# Musée de Vire
Musée de société, le musée de Vire présente une collection d’objets permettant d’aborder des thèmes divers : l’archéologie, les arts décoratifs, les beaux-arts, l’ethnographie, l’industrie, la gastronomie, le textile, la botanique, l’histoire de la ville et plus généralement de la Normandie. 

## Histoire
Arcisse de Caumont, fondateur de la Société des Antiquaires de Normandie, a suscité chez les érudits et collectionneurs virois l’envie de créer un musée. Dès 1836, il les engage « à recueillir des fragments d’antiquités dans l’arrondissement de Vire, à les offrir à la ville, pour qu’ils forment le noyau d’un Musée ». Inauguré en 1866 à l’issue d’un congrès de l’Association normande, le musée se résume alors à quelques salles dans l’hôtel de ville. Détruit durant les bombardements de juin 1944, il renaît progressivement. Les Dommages de guerre, les legs et les dons permettent à la ville de reconstituer une collection pluridisciplinaire.   
Le musée s’installe en 1956 au premier étage de l’hôtel-Dieu du 18e siècle, acheté par la ville à la communauté des Augustines. Les Augustines cèdent également quelques meubles et œuvres d’art religieux. Vaste de plus de 3000m², l’édifice accueille alors des habitants sinistrés, Vire étant en pleine reconstruction. Le musée se développe dans ce bâtiment historique, sans bénéficier de travaux majeurs. Entre 1972 et 2017, le parcours de visite est marqué par la présence des art et traditions populaires.  

Dans les années 2010, après validation du Projet Scientifique et Culturel mené par la conservatrice du musée, la ville et ses partenaires s’engagent dans une rénovation. L’établissement ferme ses portes en novembre 2017 pour rouvrir au public en juin 2021. La superficie du musée passe de 1 200m² à 1657m² pour proposer un parcours de la Préhistoire à la Reconstruction avec plus de 500 objets exposés et qui raconte l’histoire du Bocage virois, et celle des hommes et des femmes qui ont transformé ce territoire. Le parcours est ponctué de multimédias et dispositifs pédagogiques.

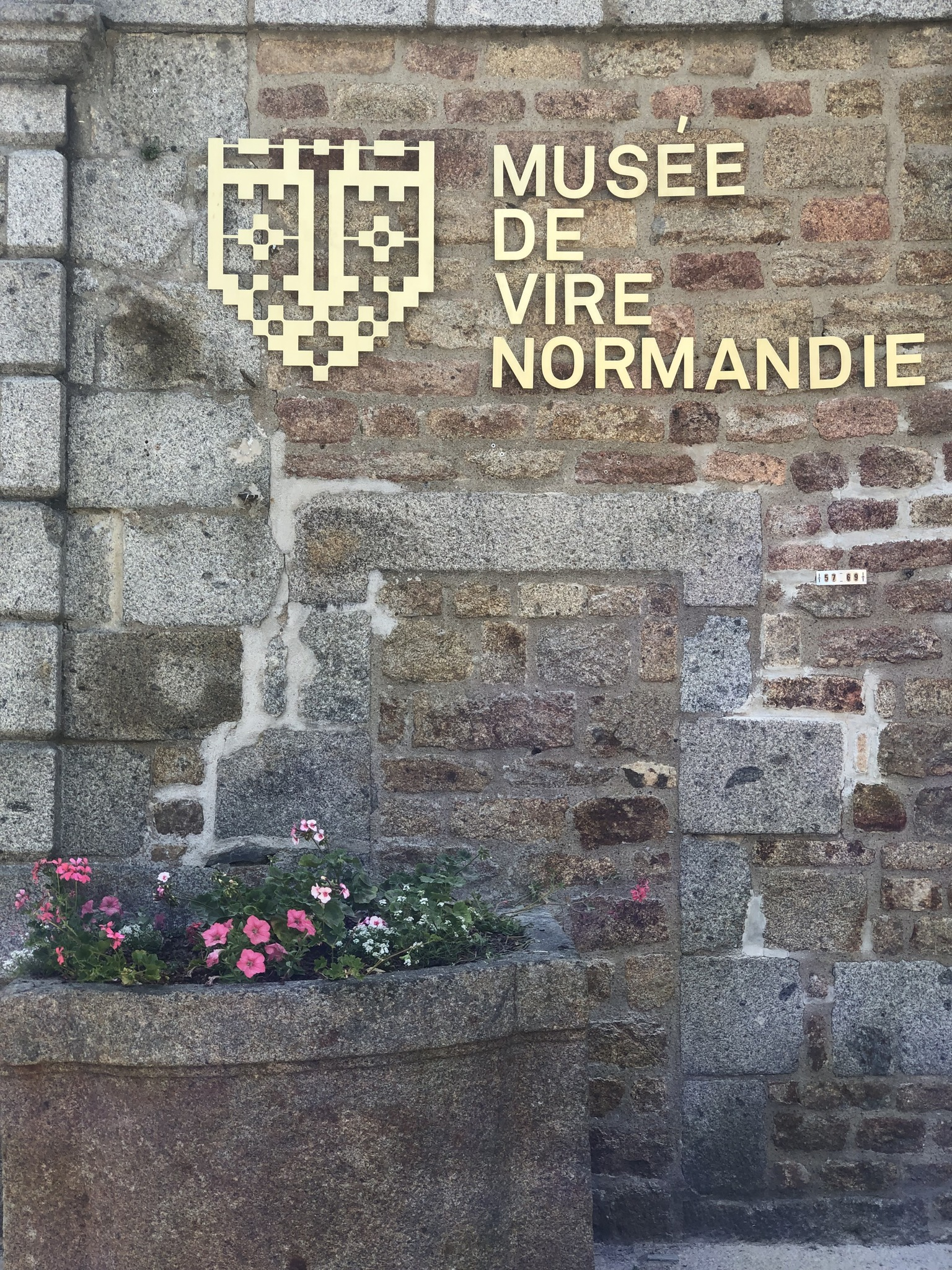
Signalétique du musée à l'entrée du porche de l'hôtel-Dieu

## Du musée des arts et traditions populaires au musée de société
Avant 1944, les collections du musée municipal concernaient principalement l’archéologie et les Beaux-arts. Un catalogue des œuvres est dressé en 1909 par Butet-Hamel, conservateur du musée. Dépôts de l’État, dons et legs enrichissent progressivement la collection, constituée au départ de quelques armoires.
Après 1944, un musée des arts et traditions populaires se constitue progressivement. Jusqu’à la fin des années 1960, les nouvelles entrées sont principalement des représentations de la ville, des productions d’artistes virois et normands, du mobilier régional et des objets d’art sacré.
Depuis le début des années 2000, les acquisitions sont réalisées dans le but d’enrichir le nouveau parcours permanent. L’inventaire numérisé est accessible sur le Portail des Collections des Musées de Normandie. Une partie des collections est également consultable sur la base nationale Joconde. Les objets conservés à l’abri dans les réserves du musée sont exposés à l’occasion de rotations et d’expositions temporaires sur place ou sont prêtés pour des expositions temporaires à d’autres musées.

Au rez-de-chaussée, le visiteur découvre l’évolution de la ville : premier peuplement durant la Préhistoire, la villa gallo-romaine, les fortifications médiévales, les aménagements de l’Époque moderne et de la Belle Époque, destruction et reconstruction au 20e siècle, jusqu’à la commune d’aujourd’hui. 

Rez-de-chaussée du musée
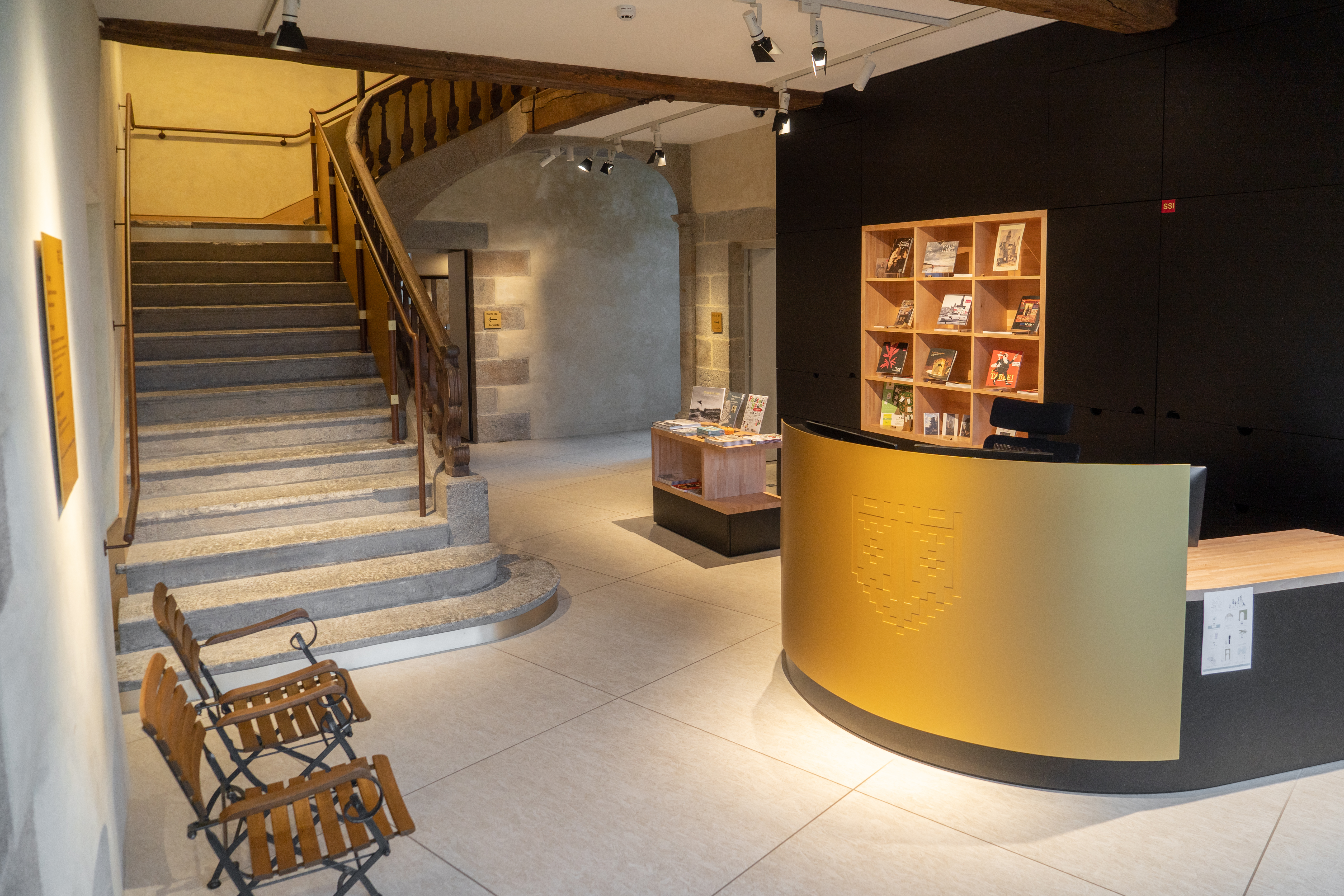
Côté jardin, accueil du musée et son escalier monumental.
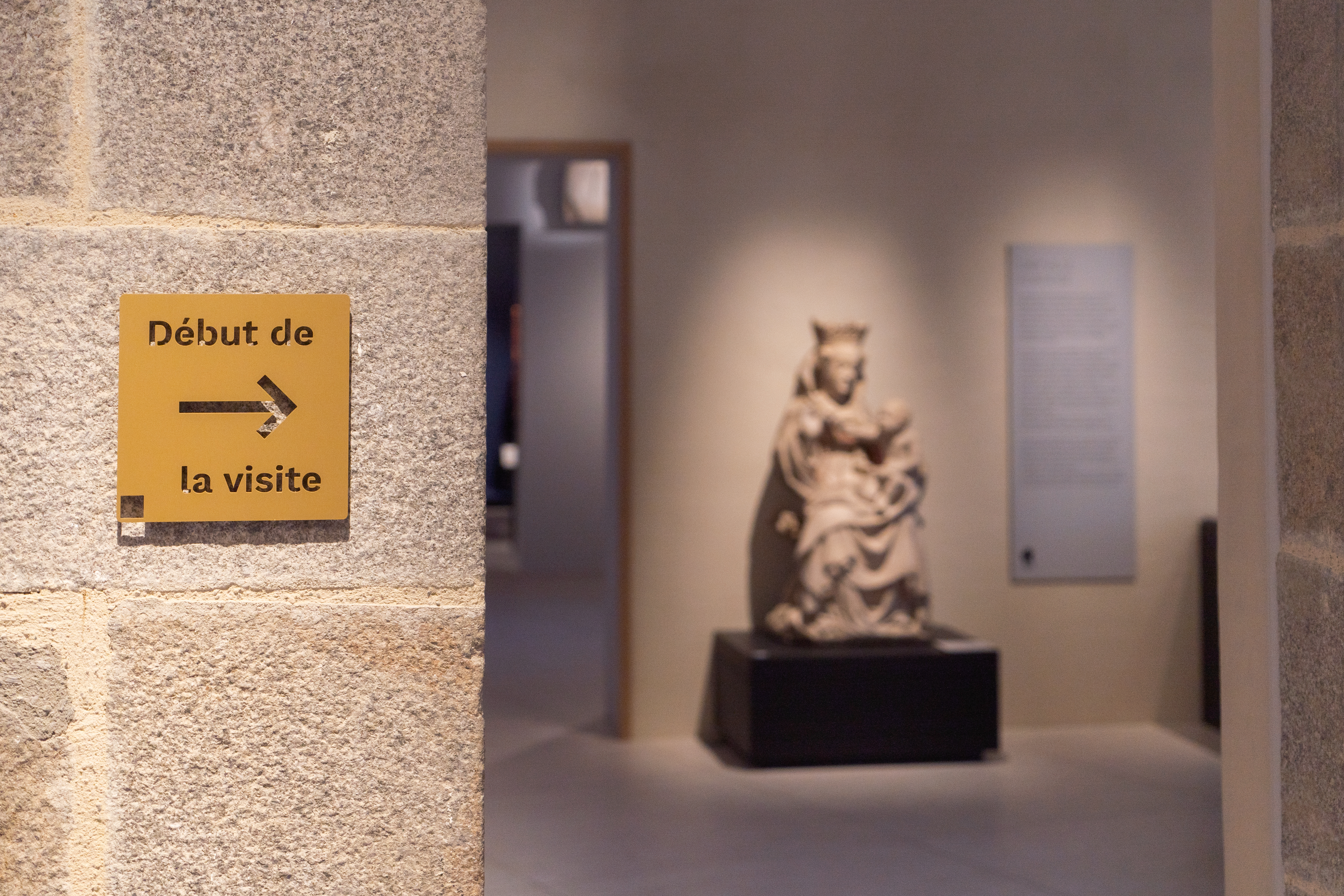
Début de la visite au rez-de-chaussée
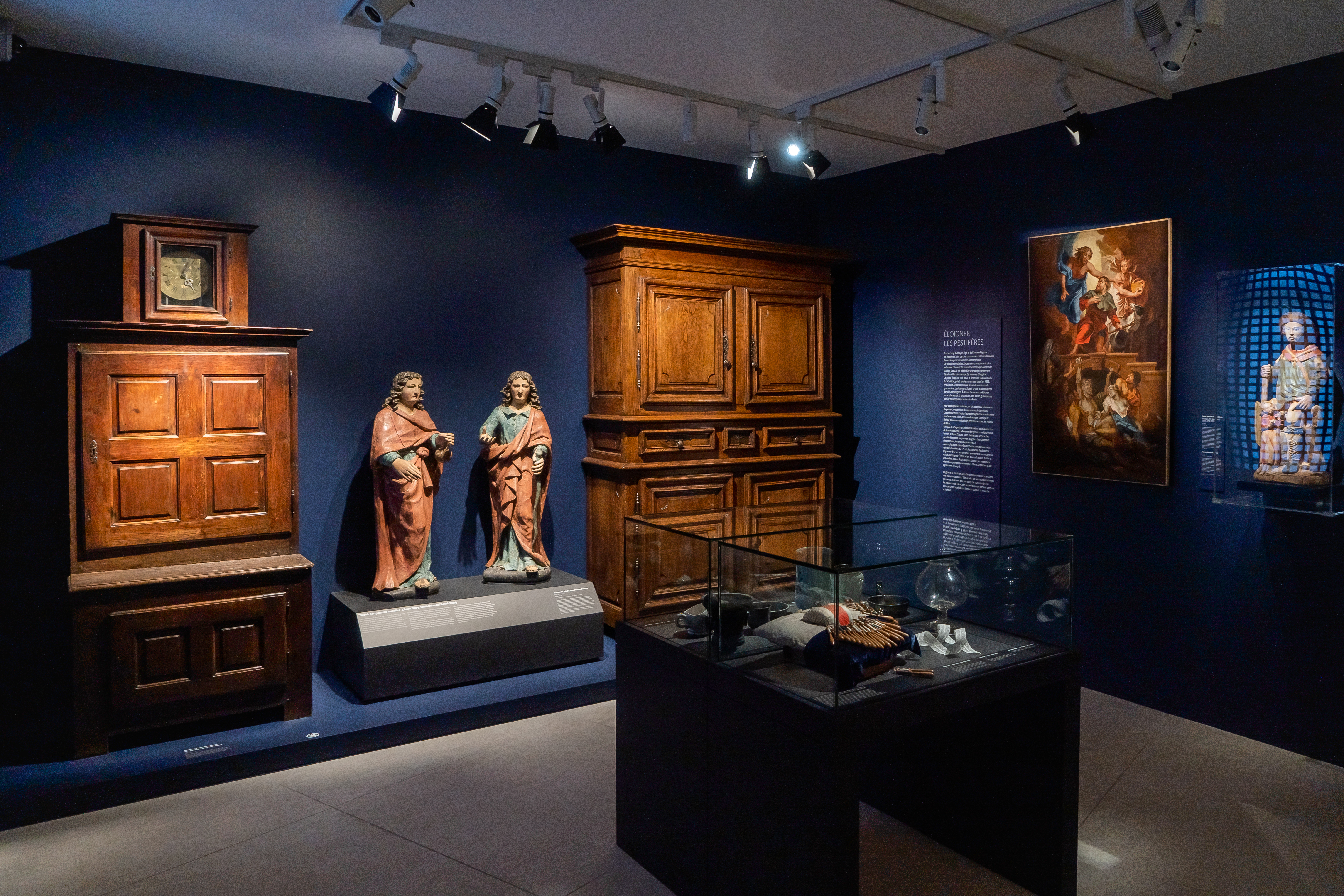
Présence des ordres religieux à Vire
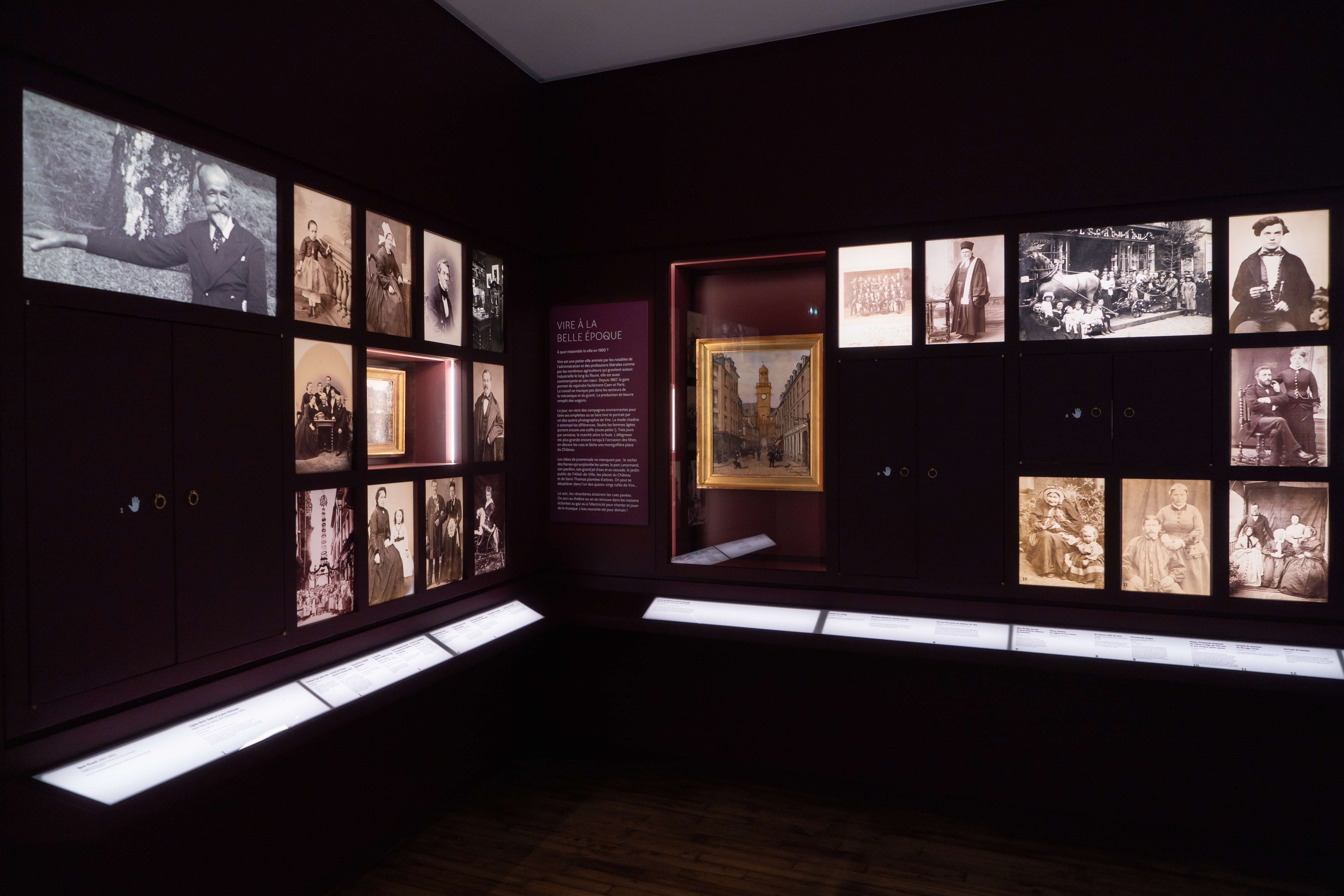
Vire et les Virois à la Belle Epoque
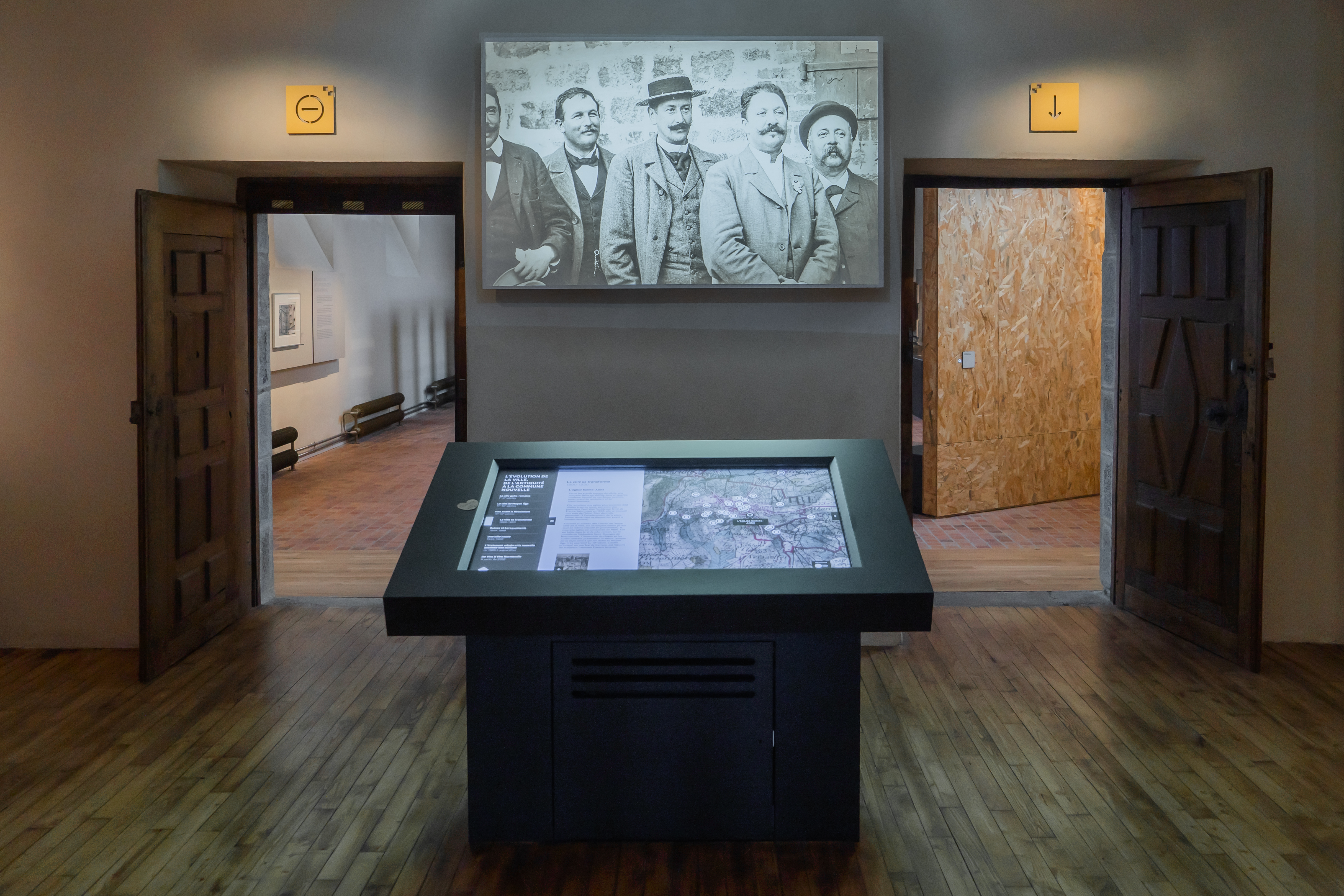
Carte numérique permettant d'explorer les différentes époques historiques de Vire avec informations et documents
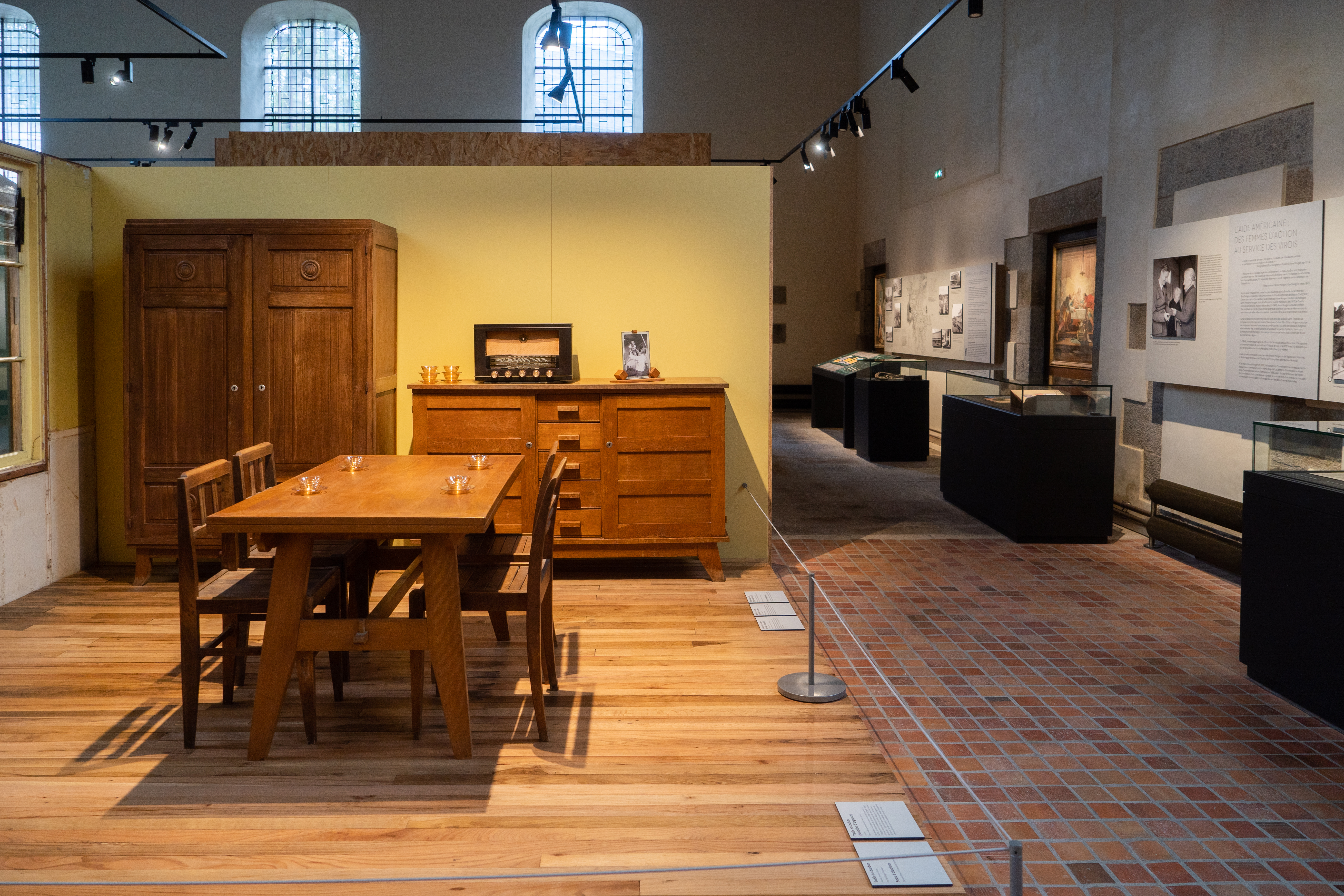
Baraquement et mobilier d'urgence pour les sinistrés après-guerre
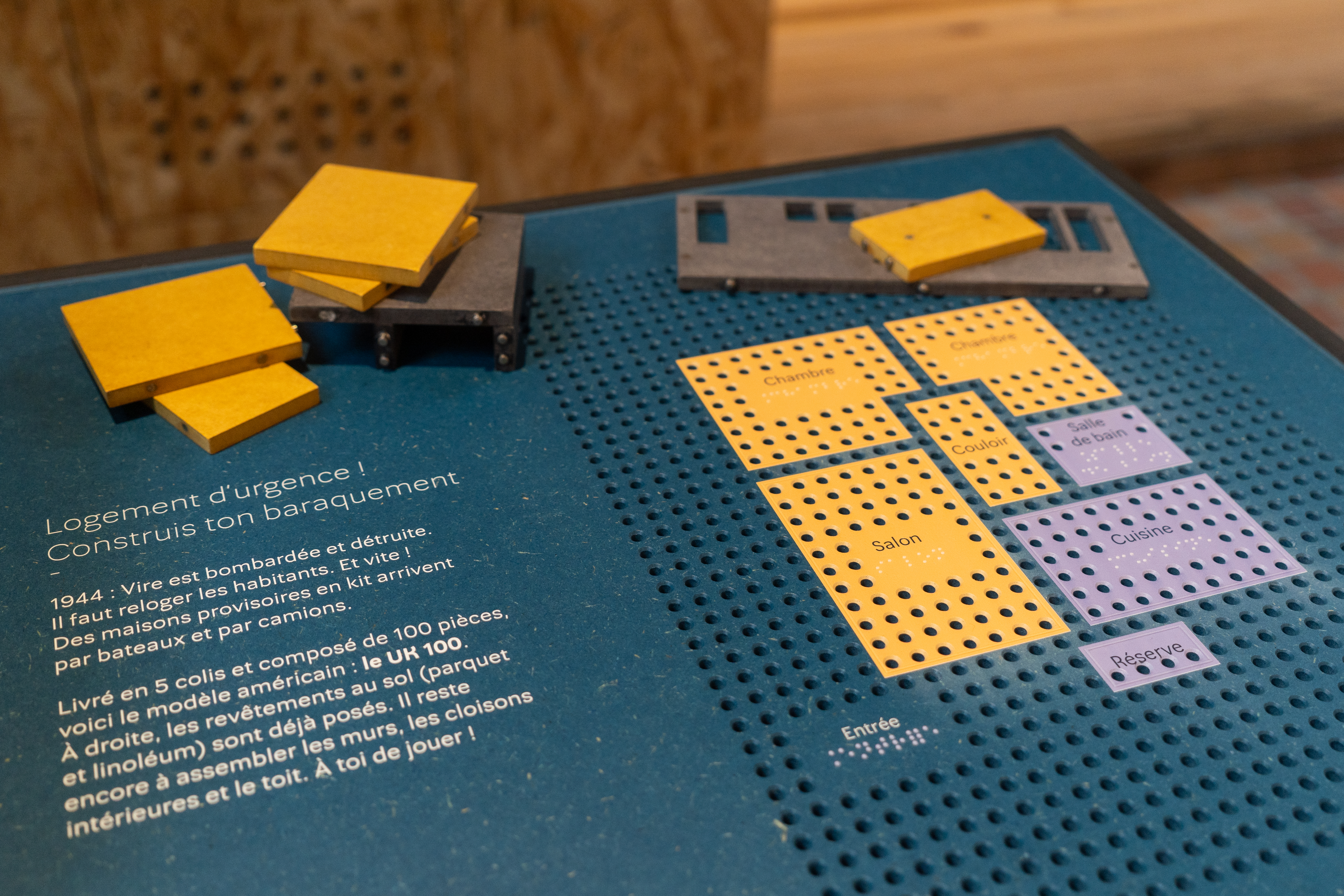
Dispositif Logement provisoire ! Construis ton baraquement
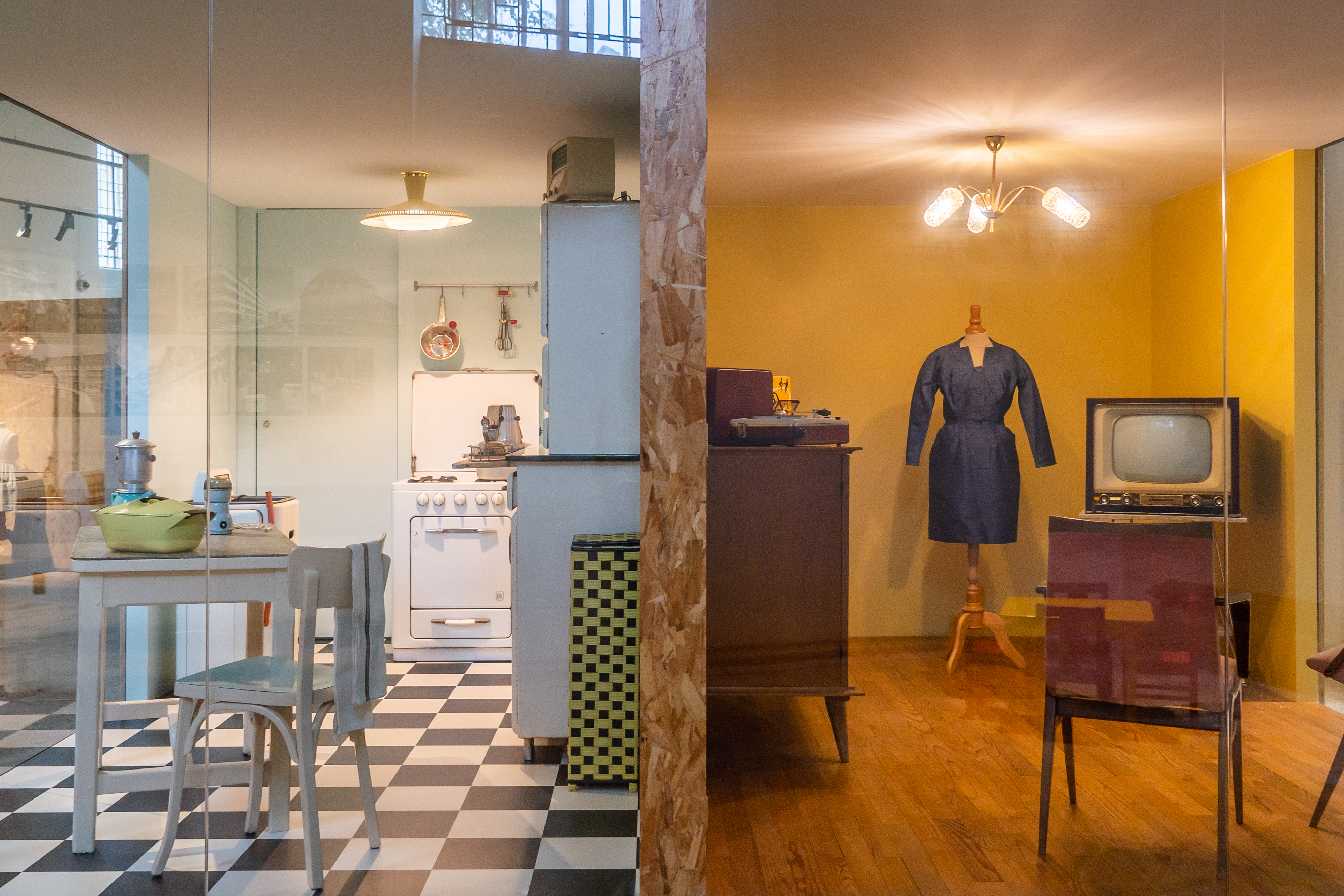
Reconstitution d'une cuisine et d'un salon des années 1960

Au premier étage, une parcours dédié au 19e siècle est proposé au visiteur ; un espace est consacré à Charles Léandre (1862-1934), peintre et caricaturiste normand de la Belle Époque. La nature est ensuite le fil conducteur : la nature admirée avec des peintres comme Paul Huet (1803-1869) ; la nature étudiée par les botanistes Charles-Julien Lioult de Chênedollée (1769-1833), René Castel (1758-1832), Pierre Jean François Turpin (1775-1840), Sébastien-René Lenormand (1796-1871), Dominique Delise (1780-1841) ; la nature exploitée par les manufacturiers du textile et du papier ; enfin, sont proposés les couverts, du Moyen Âge à Guy Degrenne (1925-2006), une galerie des costumes et les productions de beurre, d’andouille et de pomme.

Etage du musée
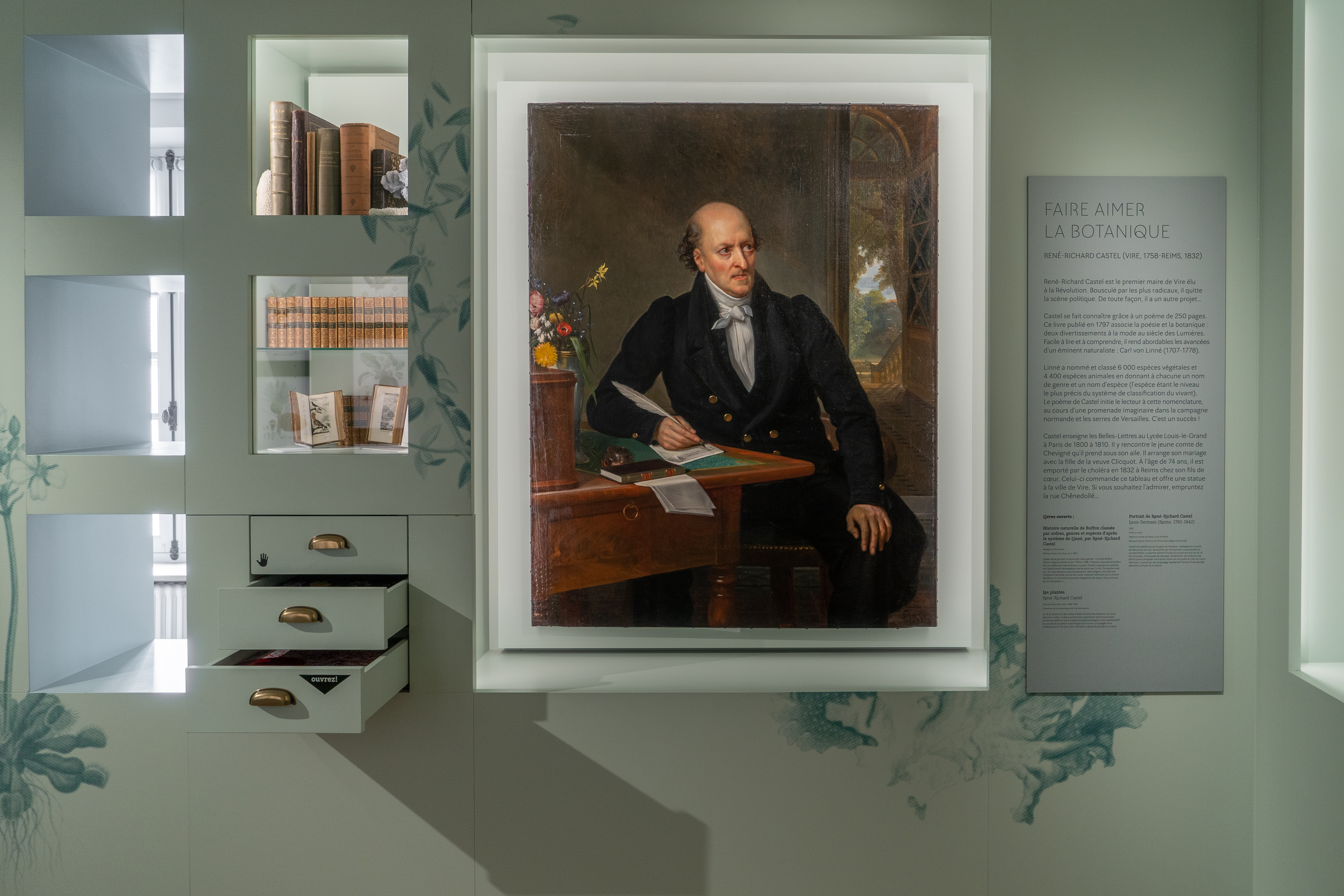
Portrait de René Castel, poète naturaliste et premier maire de Vire après la Révolution
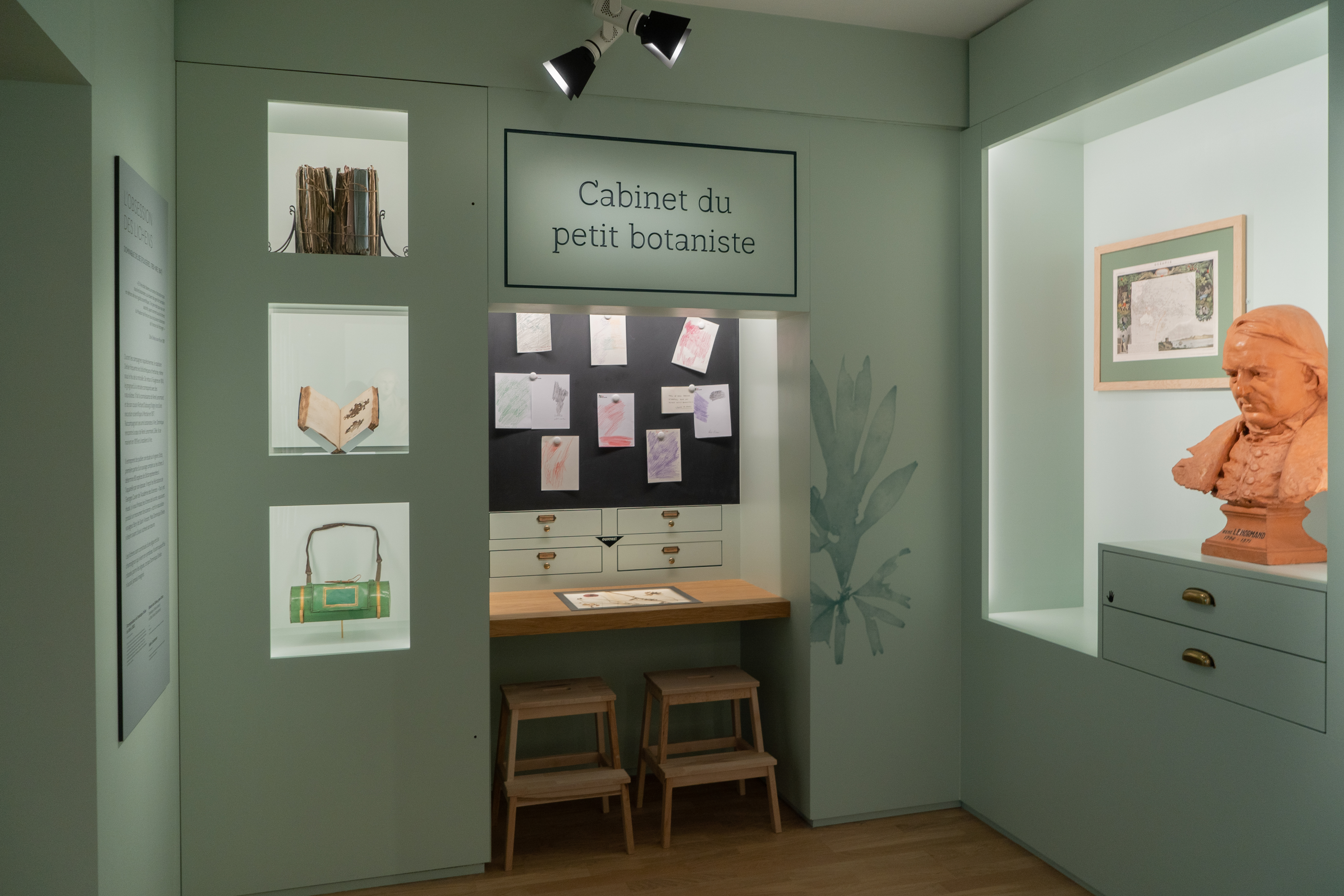
Activités du cabinet du petit botaniste et buste de René Lenormand
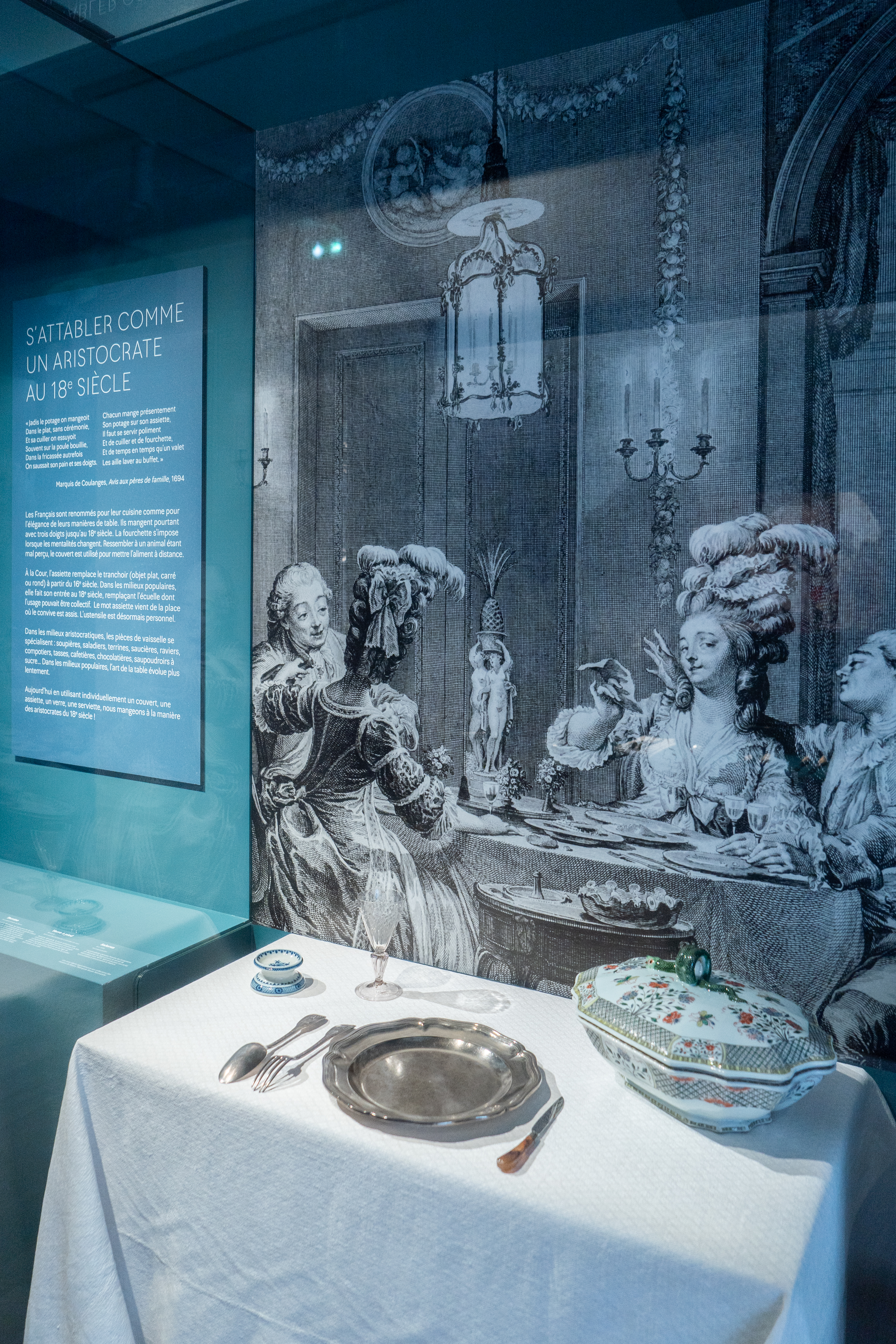
Table dressée
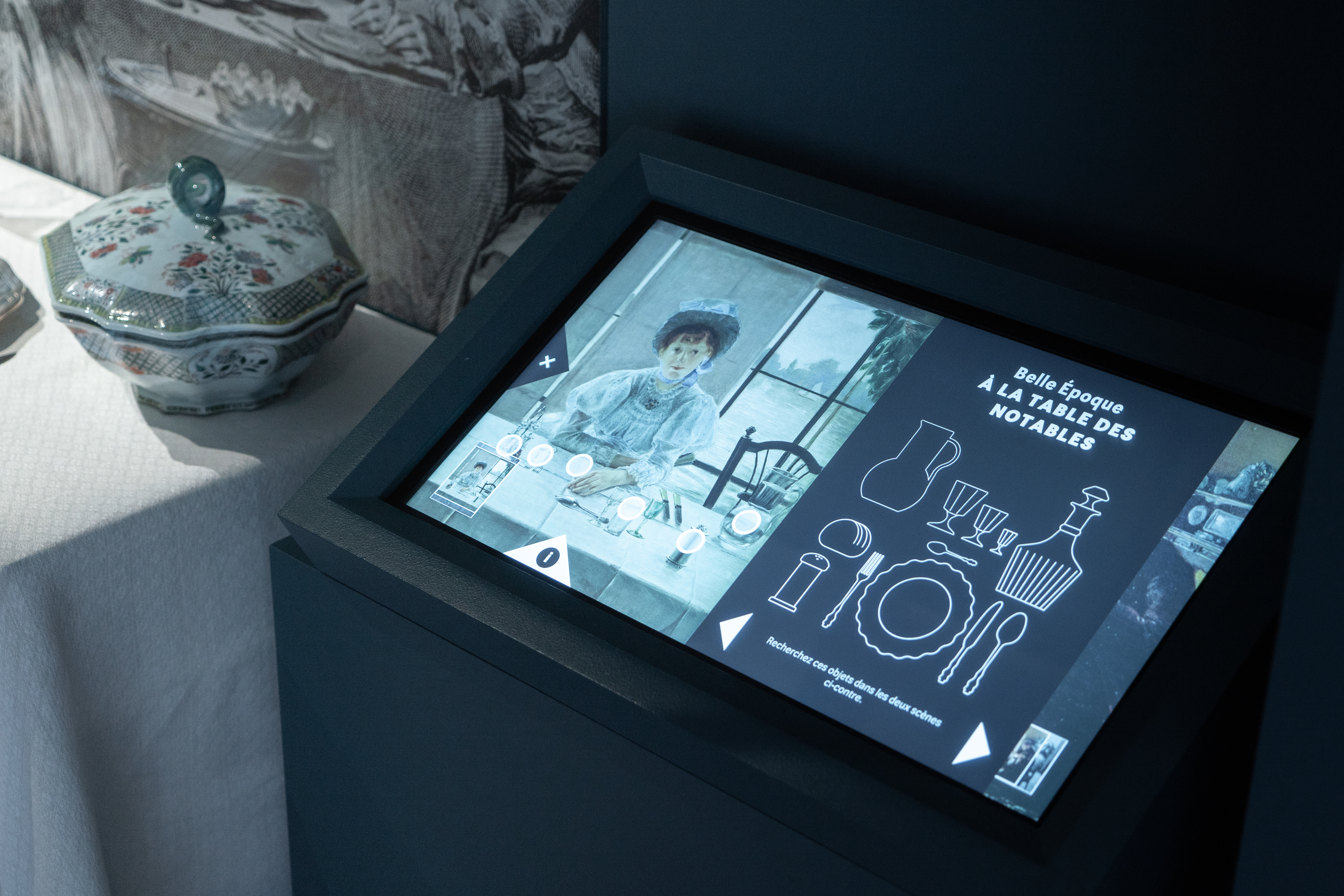
Dispositif tactile pour explorer l'art de la table du Moyen Âge à la Belle Epoque
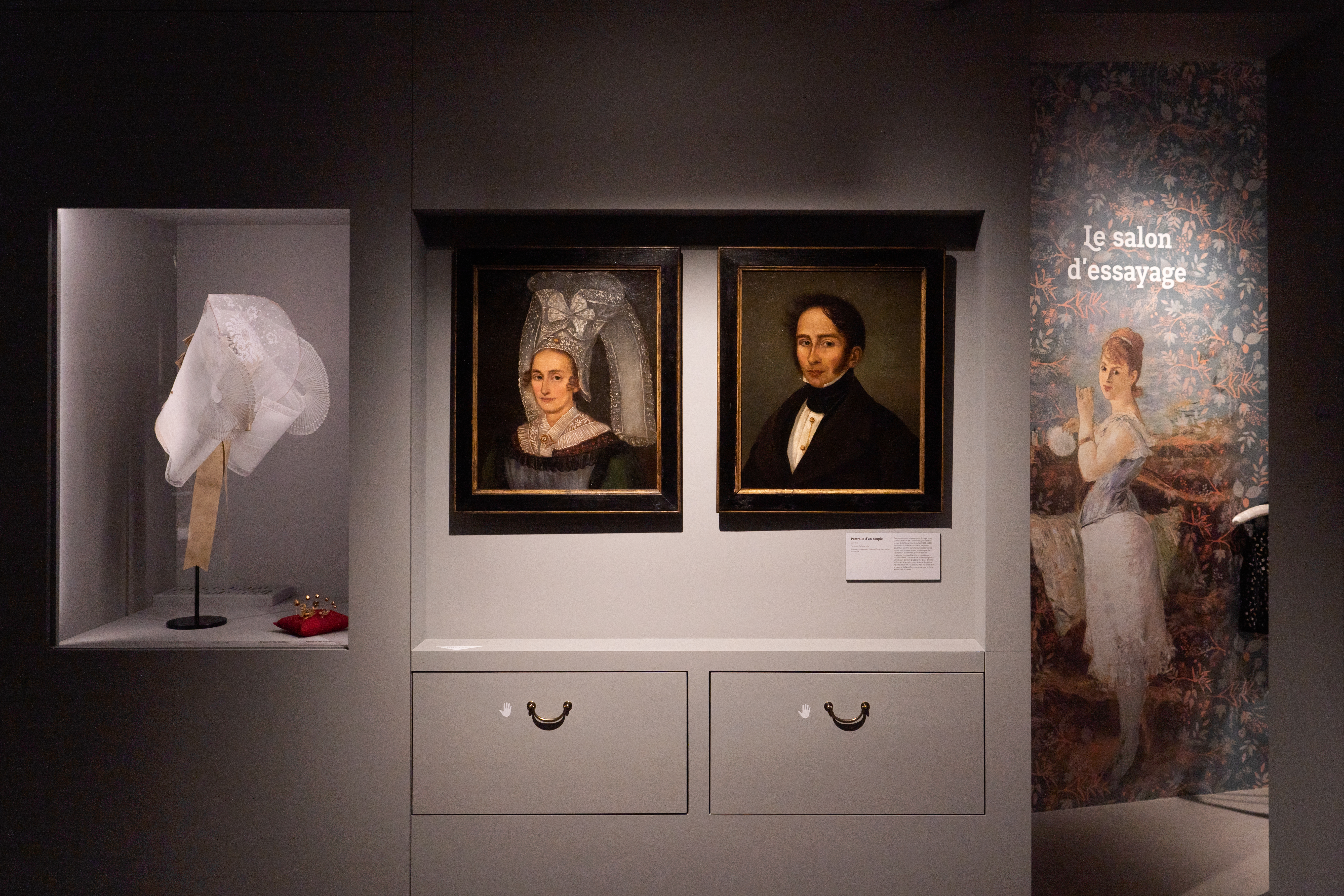
Coiffes et salon d'essayage
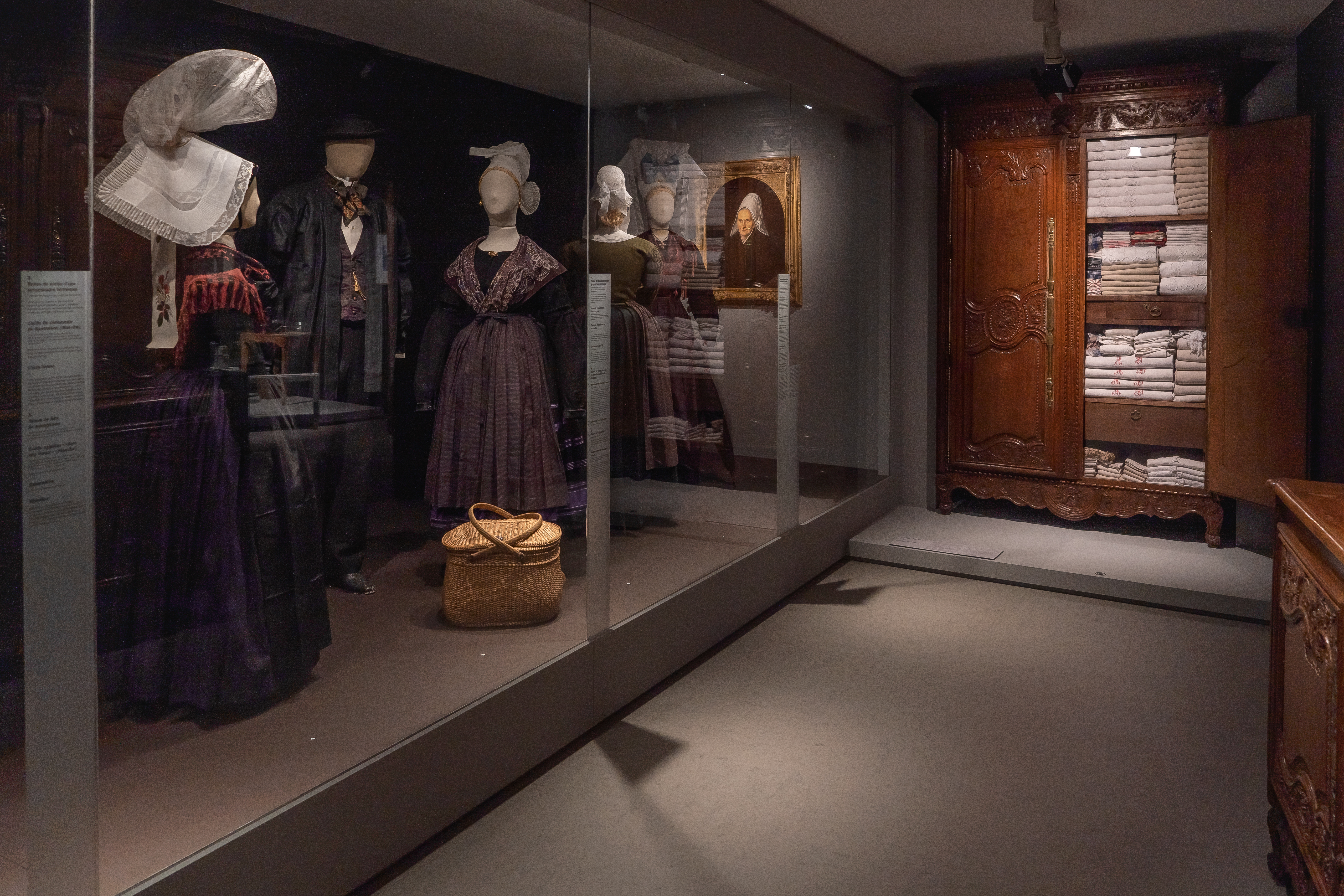
Galerie des costumes
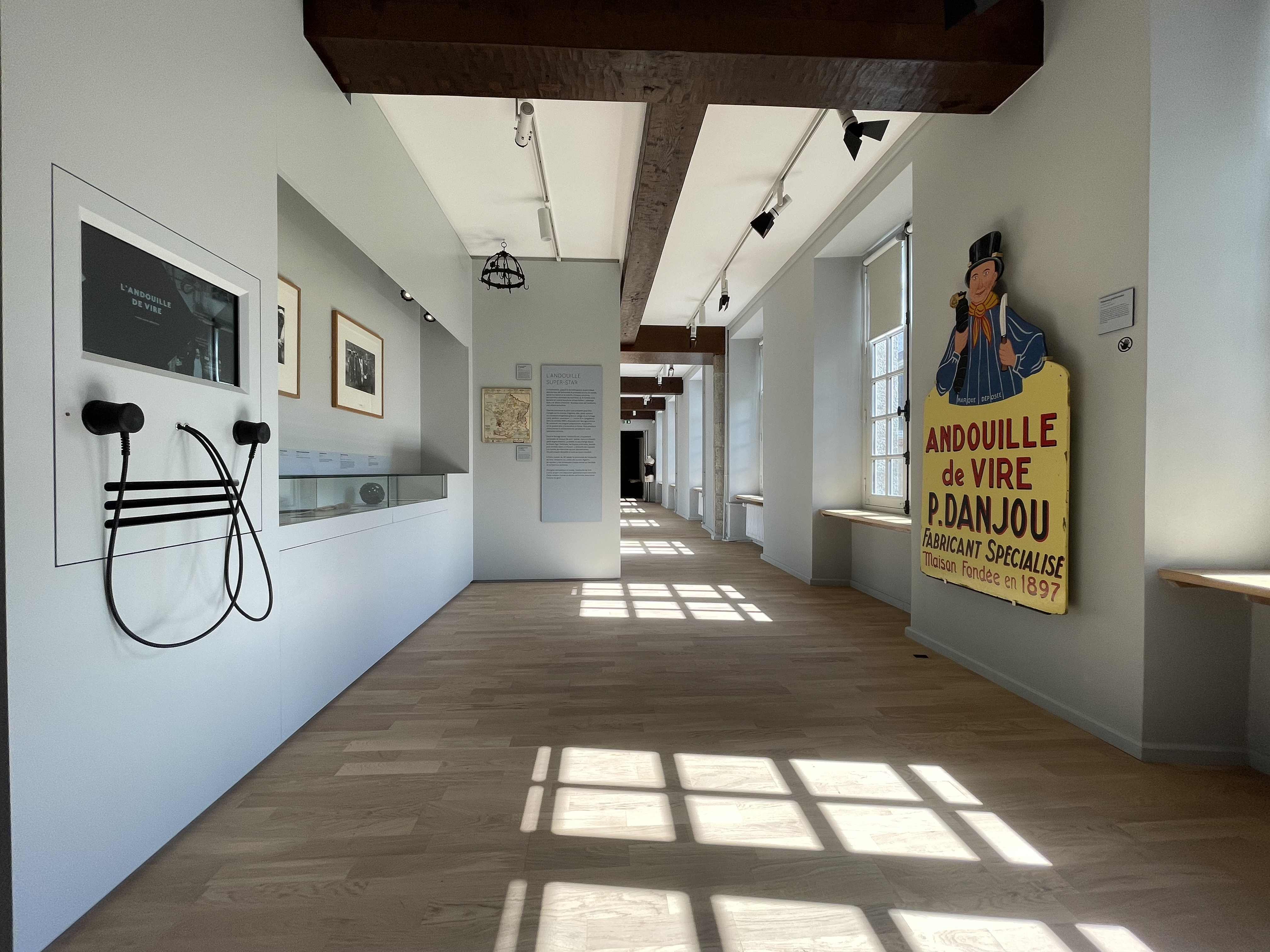
L'andouille, spécialité gastronomique viroise
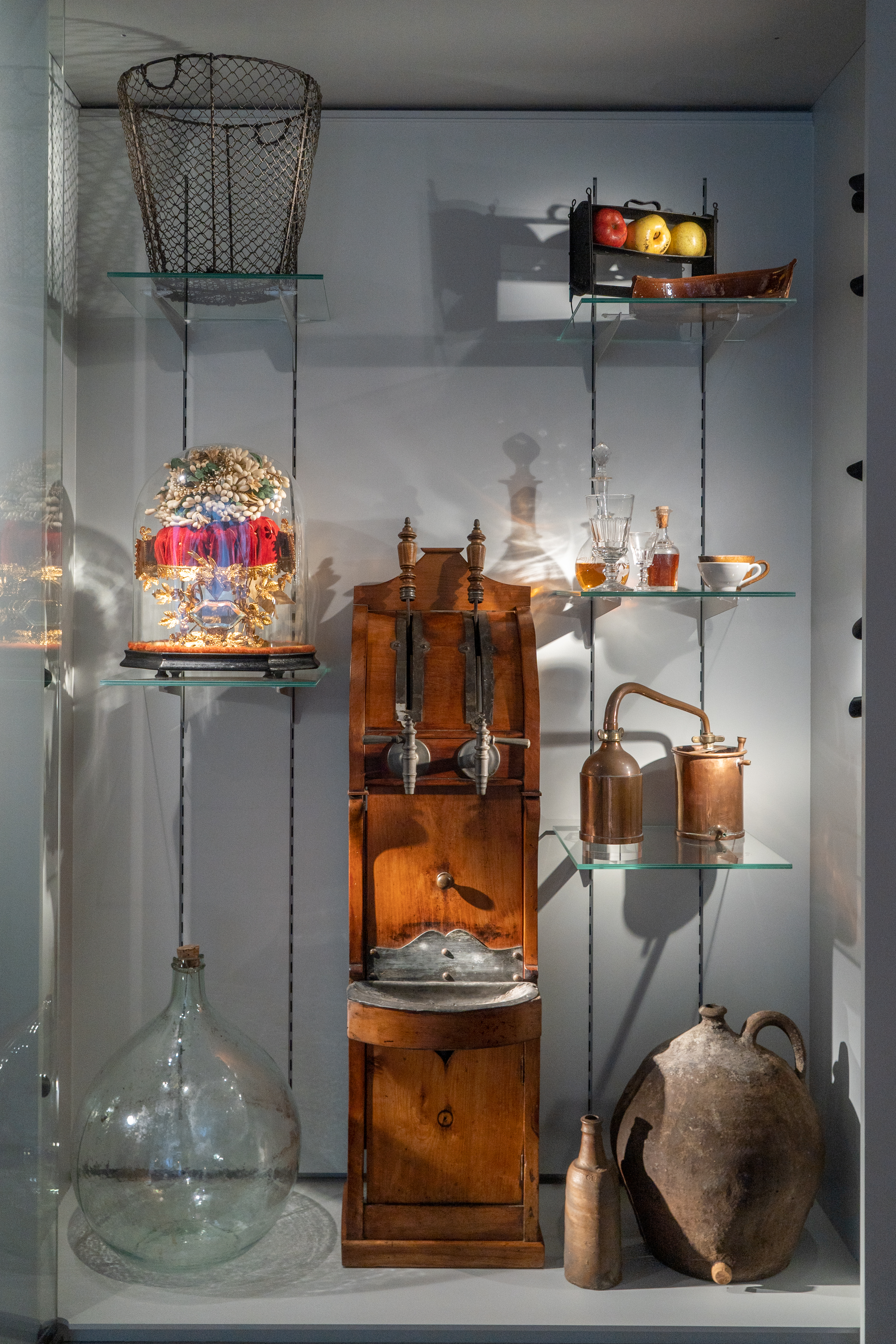
La pomme, symbole de convivialité et de la Normandie

## Expositions temporaires
Chaque année depuis 2007, l’équipe du musée propose une exposition temporaire. Elle se tient durant la haute saison, d’avril à novembre. 
| Dates | Titres |
| ----- | --- |
| 1978  | Edmond Legrain, peintre virois |
| 1981  | André Hambourg |
| 1989  | Futura 2000, Œuvres récentes. Exposition en collaboration avec la Philippe Briet Gallery, New York. |
| 2000  | Objets d'orfèvrerie, matières et manières |
| 2001  | Claude Yvel, trompe-l'œil et œuvres récentes |
| 2002  | De la vie et des œuvres des frères Grimm (Musée Grimm de Cassel) |
| 2003  | Hommage à Louis-Henry Lemirre, peintre virois |
| 2004  | Mois de la Photo ; La Route du papier ; Clotilde Vautier |
| 2005  | La route du papier (organisée par une association) |
| 2006  | Biennale du Mois de la Photo (organisée par une association) |
| 2007  | Le Goût des Matières. La nature morte en Normandie, 1850-1950 |
| 2008  | Paul Huet (1803-1869). La Normandie romantique |
| 2008  | Dans le Vif ! Créations de la Grande Guerre |
| 2008  | Évolution du costume porté dans le Bocage virois au cours du XIXe siècle (partenariat avec S. Henri) |
| 2009  | Réouverture de trois salles consacrées à Charles Léandre |
| 2009  | Impressionnisme et curiosités normandes. Chefs-d'œuvre de la collection Peindre en Normandie |
| 2010  | Chanter, jouer, danser... Traditions musicales en Normandie, XVIIIe – XXe siècles (en association avec La Loure) |
| 2010  | Le corset ou l'élégance contrainte |
| 2010  | Le gilet: pièce maîtresse du costume masculin, XVIIIe-XIXe siècles |
| 2011  | Flore, passionnément ! Les botanistes de Vire au XIXe siècle |
| 2012  | Permis de [re]construire. Vire, 1944-1965 (exposition du musée) L’architecture de la reconstruction dans le Calvados (en partenariat avec le CAUE du Calvados)                                                                                |
| 2013  | L'eau, Eden ou Enfer ? (dans le cadre du festival Normandie impressionniste) |
| 2014  | Sombre élégance. La couleur noire dans la mode vestimentaire (galerie des costumes) |
| 2014  | Création d'un parcours sur l'animal dans les arts et d'une salle d'exposition permanente |
| 2014  | Après le débarquement… Vire 1944-1965 |
| 2014  | Ernest Pignon-Ernest et les peintres caravagesques |
| 2015  | Gilbert Bazard, la Normandie ensorcelée (sur la gravure) |
| 2015  | Un Œil sur le crime. Alphonse Bertillon, précurseur de la police scientifique |
| 2016  | A Table ! La Normandie des gastronomes, du XVIIe au début du XXe siècle. Les arts de la table et la place de la Normandie dans la gastronomie française, classé au patrimoine mondial de l'UNESCO (en partenariat avec le musée de Normandie) |
| 2016  | Tabliers : accessoire de mode et vêtement de travail (galerie des costumes) |
| 2022  | Adolfo Kaminsky. Faussaire et photographe. En partenariat avec le Musée d'art et d'histoire du judaïsme de Paris. |
| 2023  | La fabrique des parfums. Roger&Gallet, une marque iconique. En partenariat avec l'Osmothèque. |
| 2024  | Magie noire Magie blanche en Normandie. En partenariat avec l'association les Blancs Montagnards. |
| 2025  | Home Sweet Home, une histoire du chez-soi. |

## Architecture

### L'hôtel-Dieu
L'hôtel-Dieu de Vire est un édifice de style classique ; ses plans sont conçus à la fin du 17e siècle par Jean-Baptiste Flotard, architecte et moine bénédictin. Sa construction a lieu au 18e siècle sous le règne de Louis XV, par la volonté des religieuses de l’ordre de Saint-Augustin.
La façade principale de l’hôtel-Dieu offre une élégante ordonnance sur deux étages. Chaque niveau présente un rythme de quinze ouvertures aux linteaux incurvés. Au milieu, un large fronton triangulaire en légère avancée est percé d’un oculus dissimulant un mécanisme d’horlogerie. Le bâtiment abrite un escalier d’origine, à balustres de bois.

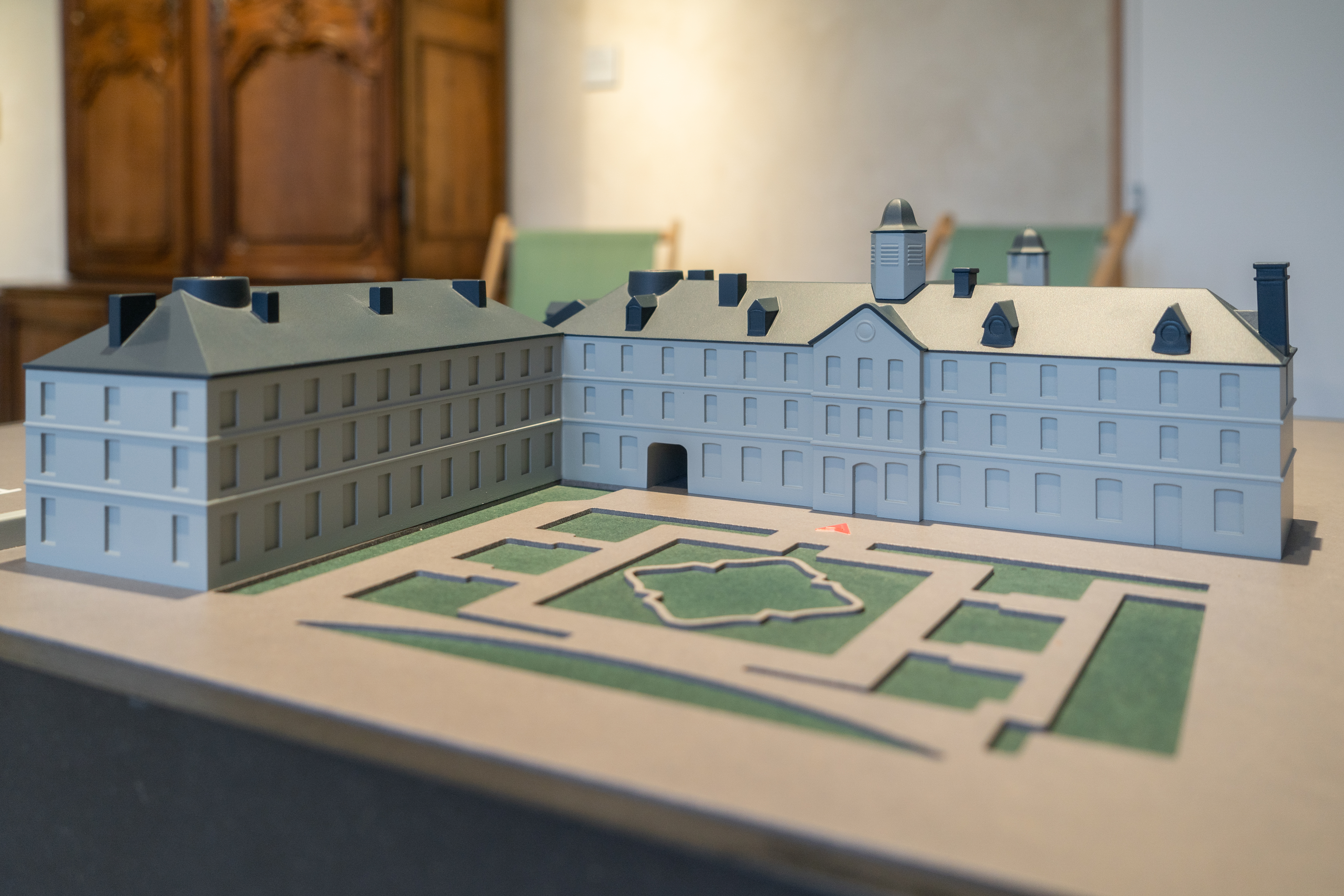
Maquette de l'hôtel-Dieu, actuel musée de Vire Normandie

Côté cour, on entre sous un porche composé de deux pilastres de granit. Au fond de cette cour, le corps de logis réunit les deux ailes latérales : la chapelle, à gauche, construite au début du 18e siècle et, à droite, la salle des malades, dite « salle Polinière » (partie la plus ancienne) qui est aujourd’hui une salle municipale indépendante du musée.
Une aile a été construite à la fin du 18e siècle perpendiculairement au corps de logis. Elle longe le fleuve et ferme d’un côté le jardin « à la française ». Les façades en pierre de granit roux et bleu, et les toitures d’ardoises (la toiture du logis est garnie de lucarnes de bois à oculus) sont inscrites sur la liste de l’Inventaire supplémentaire des Monuments Historiques depuis 1975.

### La chaumière
Cette ancienne ferme de Saint-Germain-de-Tallevende, construite entre le 15e et le 17e siècle, est rachetée par la ville de Vire en 1962. Elle a été remontée près de l’actuel musée entre 1972 et 1979. D'une superficie d'environ 260 m2, elle comprend quatre pièces, un escalier intérieur escarpé et un escalier extérieur, une charreterie ouverte sur les jardins. La pièce principale est ornée d’une cheminée monumentale.  

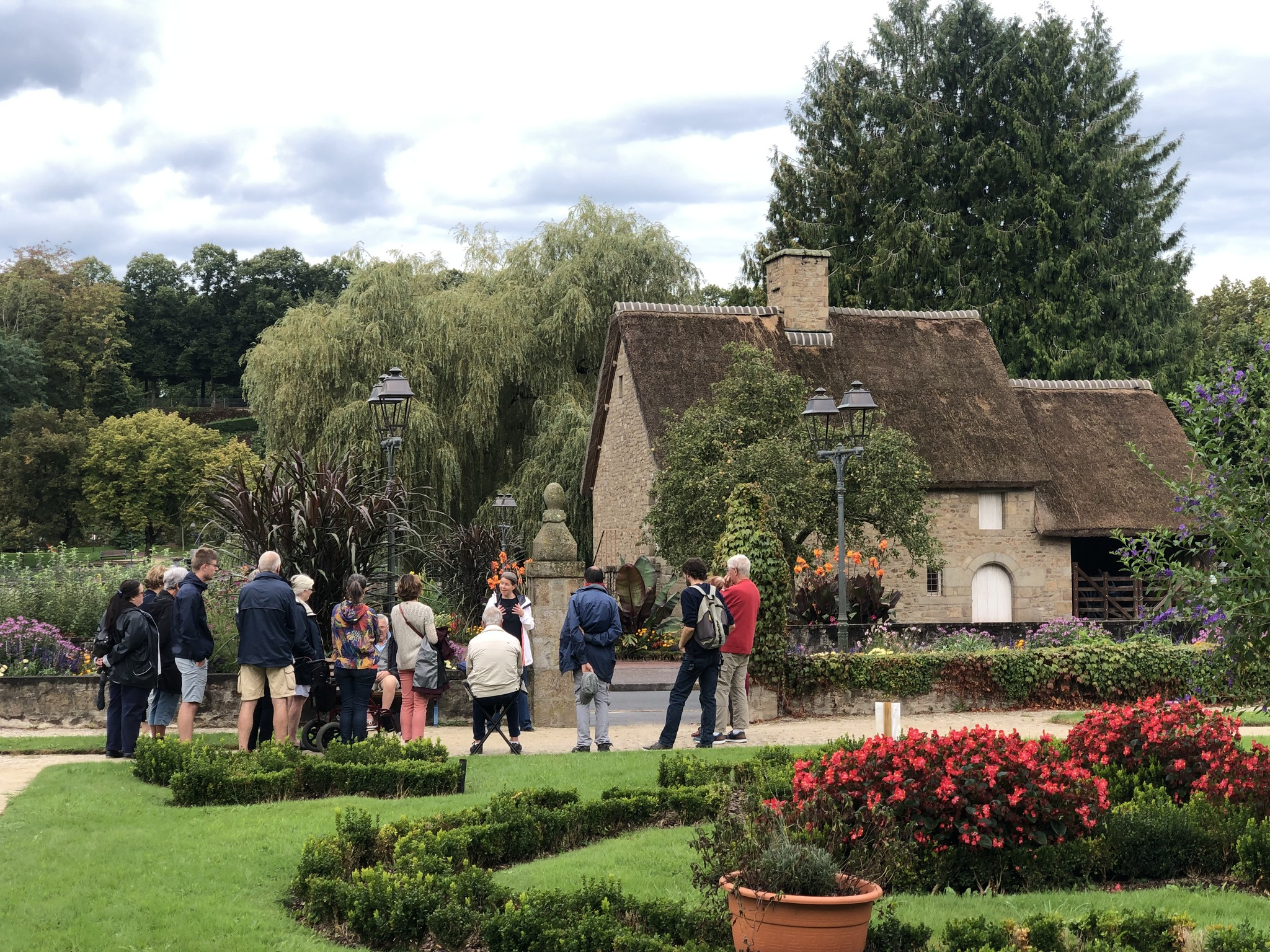
Visite guidée devant la chaumière des jardins du musée

### Sources bibliographiques

#### Histoire du musée de Vire
- Butet-Hamel, Catalogue sommaire des peintures, sculptures… exposées au musée de Vire, 1909, 118 p.
- Yvonne Lelegard, « Le Musée de Vire », Annuaire des cinq départements de la Normandie, Association normande, Congrès de Vire, 1997, p. 81-82
- Henry Lesage, « Note sur le musée », Annuaire des cinq départements de la Normandie, Association normande, Congrès de Vire, 1957, p. 152-154
- Michel Pigeon, « Arcisse de Caumont, Vire et les Virois », La Voix - Le Bocage, 15 et 22 juin 2001
- « Le musée», Art de Basse-Normandie, no 30 sur Vire, été 1963

#### Histoire des collections du musée de Vire
- Pierre Dehaye (préface), Charles Léandre (1862-1934), Montreuil-Bellay, éd. Buron, 1990, 151 p.
- Frédérique, Peintres et sculpteurs virois de 1600 à 1898, Vire, 1898
- Michel Pigeon, « Un artiste virois, Edmond Legrain (1820-1871) », La Voix - Le Bocage, 12 janvier 1971 ;
- Jacques Pougheol, « Le fonds d’atelier de Charles Léandre », La Revue du Louvre, no 6, 1968, p. 374-376
- « Les Guernier, artistes virois (1816-1906) », La Voix - Le Bocage, 21 août 1996

#### Histoire de l'hôtel-Dieu
- Abbé R. Heurtevent, « Un religieux architecte, Dom Jean-Baptiste Flotard », Bulletin de la Société des Antiquaires de Normandie, tome XLII, 1934, p. 81 à 106
- Abbé Louis Huet, Histoire de l’hôtel-Dieu de Vire, Domin, Caen, 1886, in-8°
- Michel Pigeon, « Vieux Livres et vieux Couvents », Annuaire des cinq départements de la Normandie, Association normande, Congrès de Vire, 1957, p. 33-38
- Jean Porquet, « La communauté de l’hôtel-Dieu », Mon clocher, Bulletin paroissial de Notre-Dame de Vire, no 14, 1er décembre 1932, p. 13-17
- « Il y a 40 ans… le départ des Augustines », La Voix - Le Bocage, 26 janvier 1996

### Catalogues édités par le musée
- André Hambourg, Vire, 1981.
- Futura 2000, Œuvres récentes, Vire, 1989.
- Le Goût des Matières. La nature morte en Normandie, 1850-1950, Vire, 2007.
- Paul Huet (1803-1869). La Normandie romantique, Vire, 2008.
- Dans le Vif ! Créations de la Grande Guerre, Vire, 2008.
- Chanter, jouer, danser... Traditions musicales en Normandie, XVIIIe – XXe siècles, Vire, 2010.
- Flore, passionnément ! Les botanistes de Vire au XIXe siècle, Vire, 2011
- Permis de [re]construire. Vire, 1944-1965. L’architecture de la reconstruction dans le Calvados, Vire, 2012.
- L’Eau, Eden ou Enfer ? Vire, 2013.
- Ernest Pignon-Ernest et les peintres caravagesques, 2014 (journal de l'exposition, 20 pages).
- À Table ! La Normandie des gastronomes du XVIIe au début du XXe siècle, Vire, 2016.